# Ooctonus americanus
Ooctonus americanus är en stekelart som beskrevs av Girault 1916. Ooctonus americanus ingår i släktet Ooctonus och familjen dvärgsteklar. Inga underarter finns listade i Catalogue of Life.